# تپه غرب روستای چی‌چی‌خوار
تپه غرب روستای چی چی خوار مربوط به نیمه اول هزاره اول قم است و در شهرستان سقز، بخش زیویه، روستای چی چی خوار واقع شده و این اثر در تاریخ ۲۳ بهمن ۱۳۸۰ با شمارهٔ ثبت ۴۷۶۱ به‌عنوان یکی از آثار ملی ایران به ثبت رسیده است.